# Holstein

Karte der kimbrischen Halbinsel; die Grenzen Holsteins (gelb) entsprechen dem heutigen Verständnis, müssen aber historisch differenzierter betrachtet werden.

Holstein (dänisch und niederdeutsch Holsten, lateinisch Holsatia) ist der südliche Landesteil des deutschen Landes Schleswig-Holstein und wurde nach einem der drei hier ursprünglich ansässigen Sachsenstämme, den Holsten (eigentlich Holtsaten = „Waldbewohner“; vgl. altsächsisch holt „Gehölz, Wald“ und sāt „Sasse, Bewohner“), benannt. Holstein war im Mittelalter eine Grafschaft und von 1474 bis 1867 ein Herzogtum.

## Zur Namensgebung

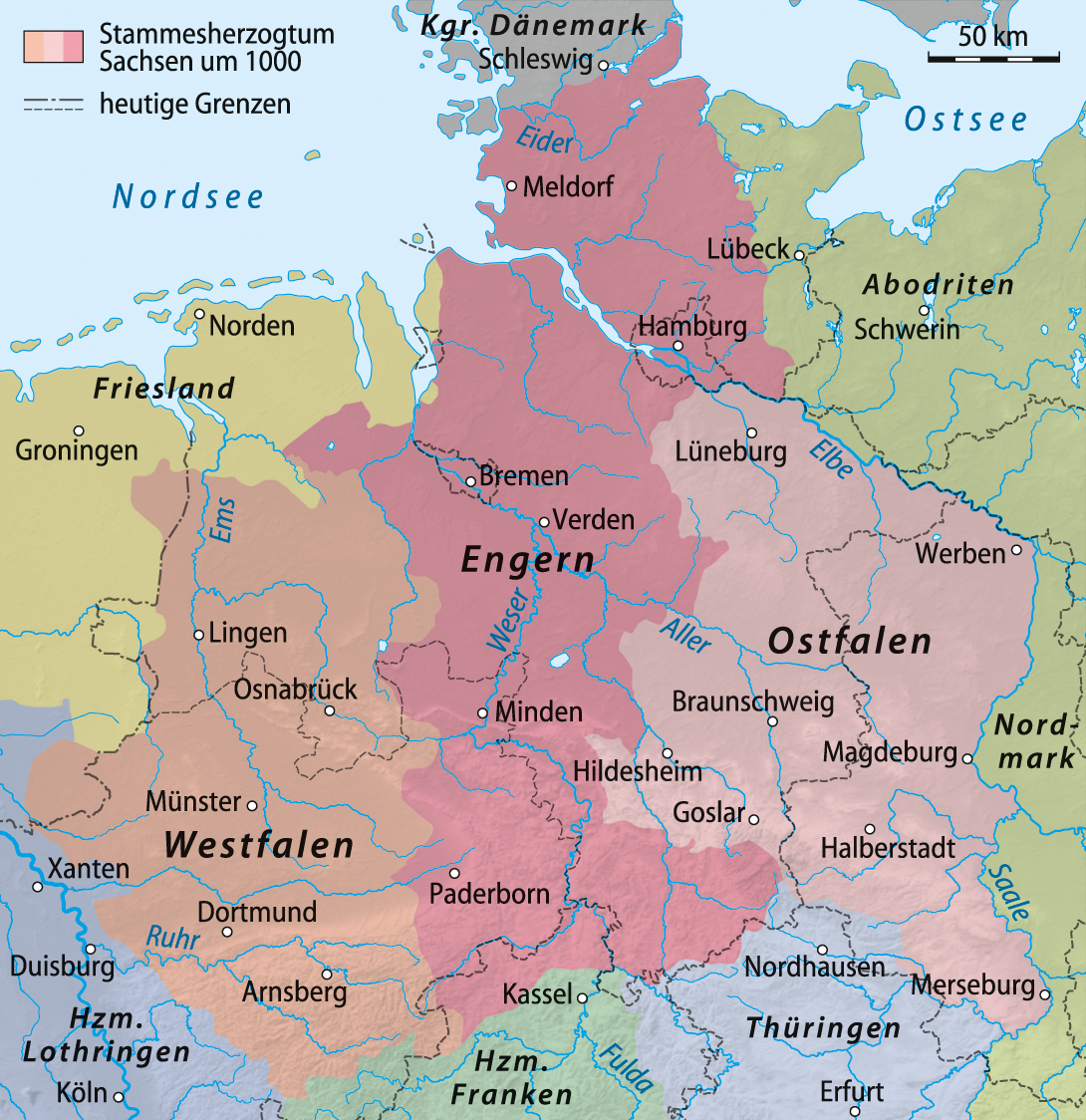
Das Stammesherzogtum Sachsen um das Jahr 1000, einschließlich der nordelbischen Gebiete.

Die wohl erste schriftliche Erwähnung der namensgebenden Holsteiner findet sich bei Adam von Bremen anno 1076:
Transalbianorum Saxonum populi sunt tres. Primi ad occeanum sunt Tedmarsgoi, et eorum ecclesia mater in Melindorp. Secundi Holcetae, dicti a silvis, quas accolunt; eos Sturia flumen interluit, ecclesia Scanafeld. Tercii et nobiliores Sturmarii dicuntur, eo quod seditionibus ea gens frequens agitur. Inter quos metropolis Hammaburg caput extollit, olim viris et armis potens, agro et frugibus felix;
übersetzt:
„Es gibt drei nordelbische Sachsenstämme: erstens die Dithmarschener; sie wohnen am Ozean, und ihre Mutterkirche steht in Meldorf. Zweitens die Holsten: Sie heißen nach den Holzungen, in deren Nähe sie sitzen; durch ihren Gau fließt die Stör; ihre Kirche ist Schenefeld. Der dritte und edelste Stamm heißt Stormarn, weil dieser Gau häufig von Stürmen der Unruhe ergriffen wird. In seiner Mitte erhebt die Mutterkirche Hamburg ihr Haupt, die früher reich war an Männern und Waffen, ergiebig an Land und Früchten.“

## Geografie

Holstein (braun) um 1250, nach der Eroberung der slawischen Gebiete an der Ostsee, aber vor der Unterwerfung der Dithmarscher

Die historische Landschaft Holstein wird im Süden durch den Unterlauf der Elbe zwischen dem Stadtgebiet Hamburgs, das historisch zu Holstein-Stormarn zählt, und Brunsbüttel begrenzt. Von hier nach Norden folgt entlang des Holstengrabens und der Holstenau die Grenze zu Dithmarschen, das bis 1559 eine eigenständige Bauernrepublik war. Die Grenze zum Landesteil Schleswig lag entlang des heutigen Nord-Ostsee-Kanals und der teilweise mit dem Kanal zusammenfallenden Eider sowie der Levensau. Die Städte Rendsburg und Kiel liegen direkt an der Eider-Levensau-Linie, zählen mit ihren historischen Stadtkernen aber noch zu Holstein. Von Kiel bis Lübeck reicht Holstein an die Ostsee, jedoch gehört die Insel Fehmarn, durch einen zwei Kilometer breiten Sund vom ostholsteinischen Festland getrennt, historisch zu Schleswig. Das Herzogtum Lauenburg zählt ebenfalls nicht zur Landschaft Holstein, deren Südostgrenze, der heutigen Kreisgrenze Stormarn-Lauenburg entsprechend, in unregelmäßiger Linie von Lübeck zur Mündung des Grenzflusses Bille in die Elbe nahe der Hamburger Innenstadt verläuft. Politisch gehörten die heutige Hansestadt Lübeck und die Landstriche um Eutin jahrhundertelang nicht zum Herzogtum Holstein.
Holstein ist durch drei Großlandschaften geprägt. Die Geest (niederdeutsch gest „trocken, unfruchtbar“) ist ein teilweise sandiges, leicht gewelltes Gebiet mit typischen Geländehöhen zwischen 20 und 50 Meter über dem Meer in der Mitte des Landes. An die Geest schließt nordöstlich einer Linie etwa zwischen Rendsburg und Nordost-Hamburg das östliche Hügelland an. Das östliche Hügelland wurde von der (letzten) Weichsel-Eiszeit geformt. Es ist ein fruchtbares Moränenland mit welliger Bodengestalt, das mit dem Bungsberg in Ostholstein 168 m über Normalhöhennull erreicht. Entlang der Elbe finden sich die Elbmarschen, ein seit dem 12. Jahrhundert durch Kultivierung auf Sedimentgrundlage gewonnenes und fruchtbares Kulturland.
Um Holstein vom nördlichen Landesteil Schleswig zu unterscheiden, wird im heutigen Verständnis die Eider-Levensau-Linie als Grenze betrachtet. Somit werden die historischen Landschaften Dithmarschen, Stormarn und Wagrien als auch das Herzogtum Lauenburg und, seit dessen Verlust der Selbstständigkeit 1937, auch Lübeck dazugerechnet, nicht jedoch das ursprünglich auf dem Gebiet Stormarns entstandene Hamburg. Dieser Landesteil hat eine Fläche von rund 10.000 km² (knapp zwei Drittel des Bundeslandes) und etwas über zwei Millionen Einwohner (vier Fünftel der Bevölkerung des Bundeslandes). Letzteres ist nicht nur auf die beiden Großstädte Kiel und Lübeck zurückzuführen, sondern auch auf das dicht besiedelte Hamburger Umland, das zu erheblichen Teilen im Holsteinischen liegt.
Bis ins Spätmittelalter war innerhalb dieses seit etwa 1100 unter derselben Oberherrschaft versammelten Raumes die Unterscheidung zwischen den unterschiedlichen Siedlungsgebieten von Bedeutung: Im Süden Stormarn (entspricht etwa den heutigen Kreisen Stormarn und Pinneberg, Teilen Segebergs und dem nordelbischen Teil Hamburgs) und im Nordwesten das eigentliche Holstein (Eckpunkte ungefähr: Rendsburg–Kiel–Bramstedt–Wilster) als Siedlungsgebiete der oben erwähnten Stormarn und Holsten. Der dritte nordelbische Sachsenstamm, die Dithmarscher, verlor erst 1559 seine faktische Unabhängigkeit. Im Osten eroberten die Grafen von Holstein im 12. Jahrhundert das seit dem frühen Mittelalter slawisch (Wagrier, Polaben) besiedelte Ostholstein, das durch Immigration von sächsischsprachigen Neusiedlern und die Integration in die Grafschaft Holstein ab etwa 1150 zu Ostholstein wurde (der fließende Übergang von slawischer zu niederdeutscher Sprache war hier im 15. Jahrhundert wohl abgeschlossen). Lange Zeit waren diese Gebiete durch kaum – teilweise bis heute dünn – besiedelte Ödmarkstreifen voneinander getrennt.
Die erste genaue Landesaufnahme Holsteins stammt von Johannes Mejer (1606–1674). Verschiedene seiner Landcarten wurden 1652 – zusammen mit Beschreibungen von Caspar Danckwerth – als dreiteiliger Atlas Neue Landesbeschreibung der zwei Herzogtümer Schleswig und Holstein gedruckt. Die Sammlung enthält auch Pläne der größeren Städte.
Ein umfassendes Werk ist die 1803 erschienene Topographie von Holstein in alphabetischer Ordnung von Johann Friedrich August Dörfer (1766–1824). Es wurde in mehreren Auflagen nachgedruckt und 1855 durch die Landeskunde Johannes von Schröder ergänzt. Neuere Landesaufnahmen wurden von Militärtopografen und im 20. Jahrhundert vom Landesvermessungsamt durchgeführt.

## Geschichte
Holstein gehörte von 811 bis 1806 zum Fränkischen Reich bzw. in dessen Nachfolge zum Heiligen Römischen Reich Deutscher Nation und war nach 1815 ein Mitglied des Deutschen Bundes. Die Nordgrenze der Grafschaft bzw. des Herzogtums war also zugleich die Reichsgrenze. Knapp hundert Jahre lang, von 934 bis 1025, gehörte auch das Gebiet bis zur Schlei als Mark Schleswig zum sächsischen Herrschaftsgebiet und bildete die nördliche Grenzmark des Heiligen Römischen Reiches. Holstein war bis 1474 Grafschaft und anschließend bis 1864 Herzogtum.

### Fränkisch-Deutsche Zeit 811–1460

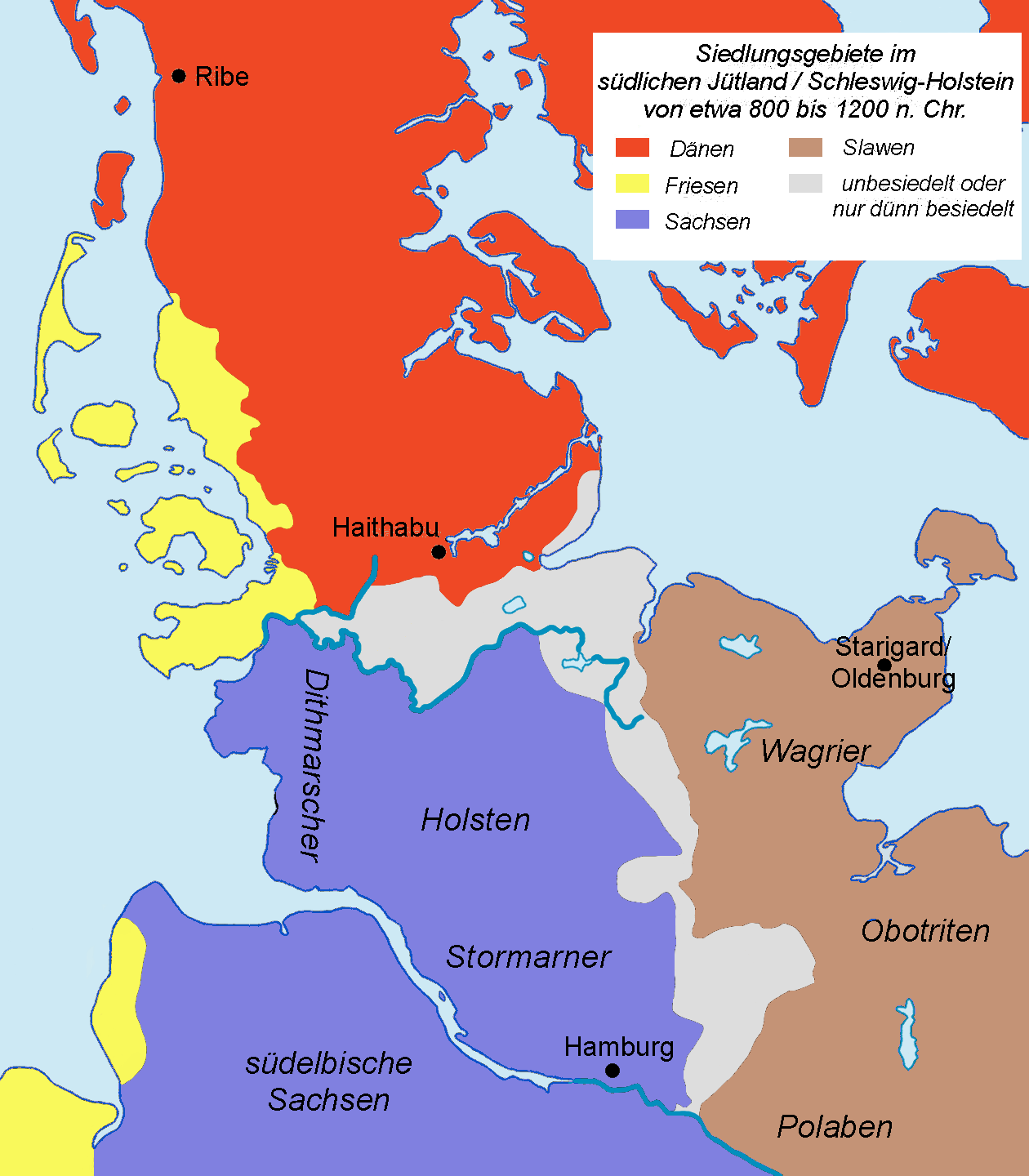
Die drei sächsischen Gaue bzw. Teilstämme der Dithmarscher, Holsten und Stormarner (in Dunkelblau) zwischen etwa 800 und 1100 n. Chr.

Als der Frankenkönig Karl der Große die Sachsen unterwarf, fügte er auch deren nordelbisches Gebiet seinem Reich hinzu. Nachhaltig konnten weite Teile Nordelbiens aber erst ab den 930er Jahren gegen dänische und slawische Herrschaftsansprüche gesichert werden. Das ursprüngliche Holstein umfasste ungefähr die heutigen Kreise Segeberg, Steinburg, Pinneberg, Neumünster, Kiel, Rendsburg-Eckernförde südlich der Eider (lateinisch: Egdor fluvius), südliches Plön und Stormarn. Das heute Ostholstein genannte Gebiet östlich der Schwentine war im Frühmittelalter von Slawen besiedelt (Wagrien) und wurde erst im Hochmittelalter durch die Grafen von Holstein unterworfen, ausführlich beschrieben in der Slawenchronik des Helmold von Bosau.
Die Grenze zwischen Holstein und dem heutigen Landesteil Schleswig bildeten schon seit der Zeit Karls des Großen die Eider und die Levensau (nördlich von Kiel). Ein entsprechender Vertrag zwischen Franken und Dänen wurde 811 geschlossen. Das östliche Moor- und Waldland zwischen Eider bzw. Schlei und der Elbe bildete gegenüber den slawischen Gebieten eine naturräumliche Grenze mit dem Namen Limes Saxoniae. Das sächsische Dithmarschen zählt man zwar prinzipiell ebenfalls zu Holstein, doch konnte sich diese Landschaft das gesamte Mittelalter hindurch eine weitgehende Unabhängigkeit bewahren, bevor sie im 16. Jahrhundert auch faktisch Teil des Herzogtums Holstein wurde. Zunächst aber gehörten die nordelbischen Gaue als Bestandteile des Herzogtums Sachsen zum Fränkischen Reich, aus dem mit der Zeit das Heilige Römische Reich hervorging.
Neben den erwähnten Gauen Dithmarschen und Holstein existierte drittens zunächst der Gau Stormarn, das heutige Südholstein (größer als der heutige gleichnamige Kreis). Während Dithmarschen zuerst zeitweilig dem Grafen von Stade unterstellt war und sich dann zu einer faktisch autonomen Bauernrepublik entwickelte, verschmolzen die Gaue Holstein und Stormarn zur Grafschaft Holstein. Die Ernennung von Adolf von Schauenburg zum Grafen von Holstein und Stormarn erfolgte 1111 durch den sächsischen Herzog Lothar von Supplinburg. Nach der Eroberung der slawischen Gebiete (Wagrien) östlich des Limes Saxoniae (Ostholstein) konnten die Grafen von Holstein aus dem Haus Schauenburg auch in den westlichen Landesteilen ihre Macht gegenüber dem niederen Adel stark ausbauen. Sie wurden zu Lehnsherren der Equites Originarii, welche die Kernzelle der schleswig-holsteinischen Ritterschaft bildeten. Nur in Dithmarschen hielten sich bis 1559 hinein die freien Bauern.
Während Graf Adolf III. von Schauenburg und Holstein regierte und das Heilige Römische Reich eine Schwächephase erlebte, versuchten der südjütländische Herzog Christoph sowie der dänische König Knut VI. und dessen Nachfolger Waldemar II., Dänemark nach Süden hin auszudehnen. Das schien, nachdem Adolf III. 1201 die Schlacht bei Stellau verloren hatte und später in Hamburg gefangen genommen worden war, zunächst erfolgreich zu sein, da Adolf infolge der Niederlage und um sich aus der Gefangenschaft wieder zu befreien, im Jahr 1203 auf die Grafschaft Holstein verzichtete und sich in die Grafschaft Schauenburg zurückzog.
Erst seinem Sohn Graf Adolf IV. gelang die Rückeroberung Holsteins. Denn der Versuch König Waldemars II., Holstein und weitere Territorien fest in sein Reich zu integrieren, scheiterte 1227 in der Schlacht von Bornhöved am Widerstand einer Koalition norddeutscher Fürsten unter Führung des Bremer Erzbischofs und Adolfs IV. Die Grafen von Holstein festigten nach diesem Sieg ihre Herrschaft nicht nur in Holstein, sondern gewannen bald auch im benachbarten Herzogtum Schleswig an Einfluss, zeitweilig auch in Dänemark selbst. So verstärkte sich die Verbindung zwischen Holstein und Schleswig; vor allem der holsteinische Adel hatte bald große Besitztümer nördlich der Eider, und nach dem Aussterben des dänisch-schleswigschen Herzogsgeschlechts 1386 erzwangen die Schauenburger ihre erbliche Belehnung mit dem Herzogtum Schleswig durch das dänische Königshaus.
Zwischen 1261 und 1390 wurde die Grafschaft Holstein durch mehrere Erbteilungen der Grafen von Schauenburg und Holstein in verschiedene, teilweise nur wenige Jahrzehnte bestehende Grafschaften unterteilt, von denen die Linie Holstein-Rendsburg die wichtigste war. Am längsten bestand die Linie Holstein-Pinneberg (bis 1640).

### Dänische Zeit 1460–1864

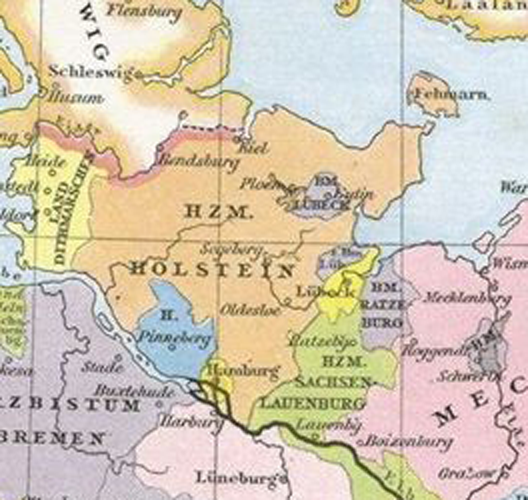
Herzogtum Holstein im 15. Jahrhundert

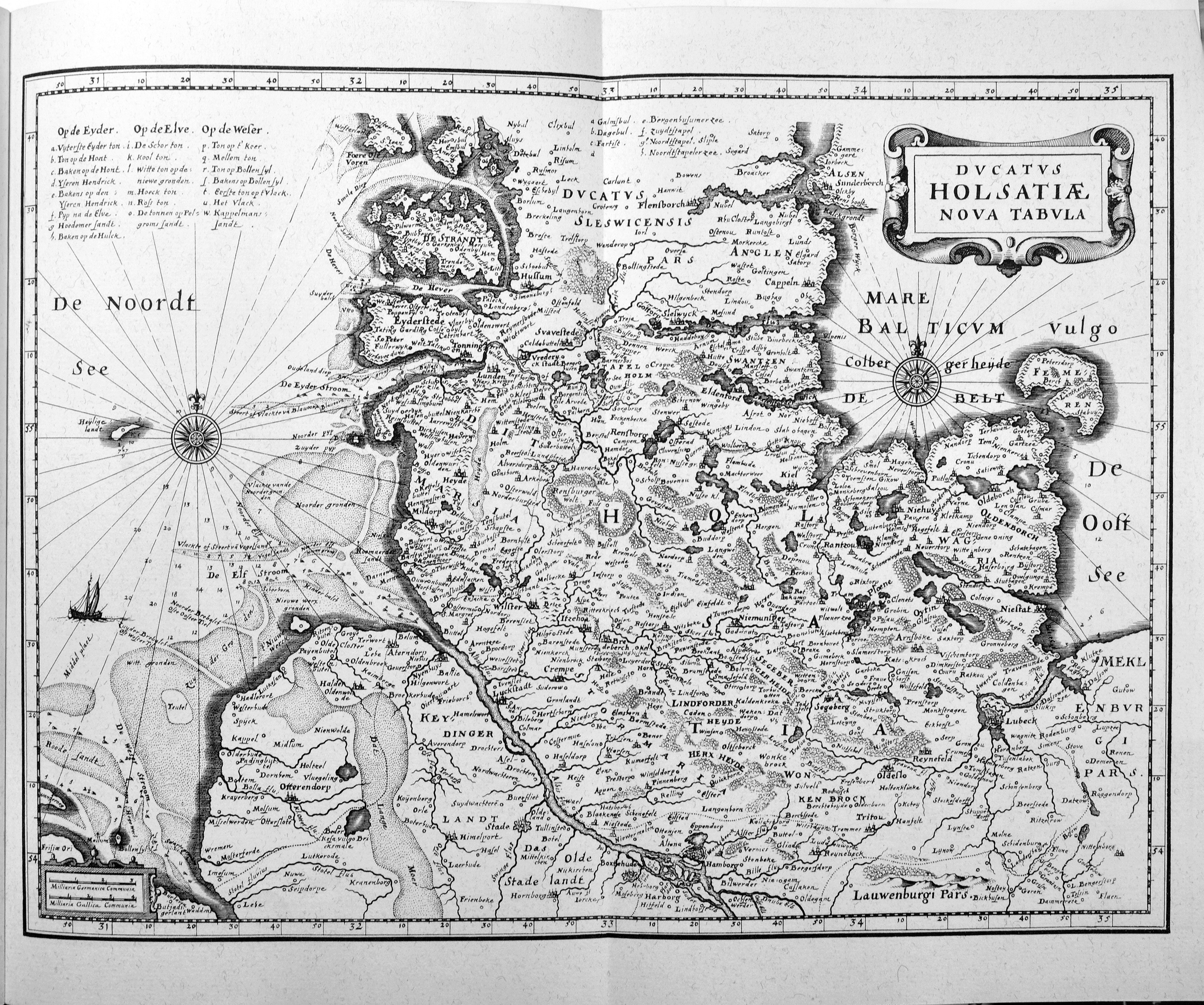
Holstein auf einem Kupferstich von Matthäus Merian (1653)

Die holsteinisch-rendsburgische Linie der Schauenburger Grafen starb 1459 aus. Um Schleswig und Holstein zusammenzuhalten, wählten die Stände (Adel, Städte und einige kirchliche Einrichtungen) beider Länder 1460 den dänischen König Christian I. von Dänemark aus dem Haus Oldenburg zum Herzog von Schleswig und Grafen von Holstein. Die Ansprüche des eigentlich erbberechtigten Schauenburgers Otto II. der Linie Holstein-Pinneberg wurden übergangen. Die damit begründete Personalunion zwischen dem Königreich Dänemark und den beiden norddeutschen Herzogtümern hatte bis 1864 Bestand. Die Schleswig-Holsteinische Ritterschaft erhielt im Gegenzug für die Bevorzugung König Christians gegenüber dem Grafen Otto durch den Vertrag von Ripen das Recht, die Nachfolger jeweils selbst zu erwählen – die dänischen Könige wurden also nicht automatisch jeweils auch Herzöge von Schleswig und Holstein, sondern nur nach bestätigender Wahl durch die Ritterschaft. Damit wurde der zunächst lose Verbund der landtagsfähigen Ritter (und späteren adeligen Gutsbesitzer) des Landes als Stand mit weitreichenden Privilegien etabliert. Die Handfeste, wie der Vertrag historisch korrekt heißt, sicherte der Schleswig-Holsteinischen Ritterschaft noch etliche weitere Rechte zu, darunter u. a. die Kriegs-, Steuer- und Münzbewilligung. Weilte der König nicht im Land, stellte die Ritterschaft zeitweise ein mehrköpfiges Regierungsgremium.
Die Grafschaft Holstein blieb Teil des Heiligen Römischen Reiches deutscher Nation und wurde am 14. Februar 1474 vom habsburgischen Kaiser Friedrich III. in Rothenburg ob der Tauber als reichsunmittelbares Lehen zum Herzogtum Holstein erhoben. Der dänische König Christian I. wurde dadurch als Herzog von Holstein zum Lehnsmann des Kaisers, nachdem er in Ripen die Rechte des Adels in den Herzogtümern Holstein und Schleswig bestätigt hatte. Aus dem Vertrag von Ripen stammt auch das im Nationalismus des 19. Jahrhunderts besondere Bedeutung erlangende Schlagwort Up ewich tosamende ungedelt.
Von 1460 bis zum Deutsch-Dänischen Krieg 1864 waren Holstein und das nördlich angrenzende Herzogtum Schleswig in Personalunion mit dem Königreich Dänemark verbunden. Als König Christian III. 1544 vertragswidrig das Herzogtum Schleswig-Holstein-Gottorf für seinen Halbbruder Adolf I. abteilte, akzeptierte die Ritterschaft dies zwar, doch als 1564 der Bruder Johann das Herzogtum Schleswig-Holstein-Sonderburg erhalten sollte, verweigerten die Stände diesem die Huldigung. Johann erhielt zwar Rang und Titel, doch blieb die Souveränität beim König. Das abgeteilte Herzogtum war somit ein Paragium, ein bloßes Titularherzogtum, das weder ein Münzrecht erhielt noch stehende Truppen unterhalten durfte. Als es später in weitere, kleinere Paragien aufgeteilt wurde, bezeichnete man die neuen Herzöge nur noch als Abgeteilte Herren, die lediglich einige Schlösser und Einkünfte unter sich aufteilen konnten, nicht aber die wesentlichen Regierungsfunktionen. Die Herzogsherrschaft in Holstein teilte sich in jener Zeit auf königliche, herzogliche und gemeinsam regierte Anteile auf. 
Ab 1522 breitete sich die Reformation in Holstein aus. Gemeinsam mit Schleswig erhielt Holstein 1542 eine evangelisch-lutherische Kirchenordnung. Damit ging der Besitz der Klöster und Domkapitel zu einem großen Teil in die Hand der Obrigkeit über. Wie in anderen Territorien kam es in der frühen Neuzeit auch in Holstein zu Hexenverfolgungen (etwa 1530 bis 1735). Im Bereich von Holstein, Lauenburg und Lübeck wurden gegen insgesamt 490 Personen offizielle Hexenprozesse geführt. Höhepunkte der Verfolgungen bildeten die Jahre 1600 bis 1640 und 1660 bis 1670.
In seiner Eigenschaft als Herzog des römisch-deutschen Herzogtums Holstein wurde König Christian IV. im 17. Jahrhundert in den Dreißigjährigen Krieg verwickelt, der ab 1627 auch in Holstein zu erheblichen Verwüstungen führte. 1665 erfolgte die Einrichtung der Christian-Albrechts-Universität zu Kiel aufgrund eines kaiserlich-deutschen Privilegs. Ab 1773 gehörten beide Herzogtümer zum dänischen Gesamtstaat, der auch Norwegen und Island umfasste. 

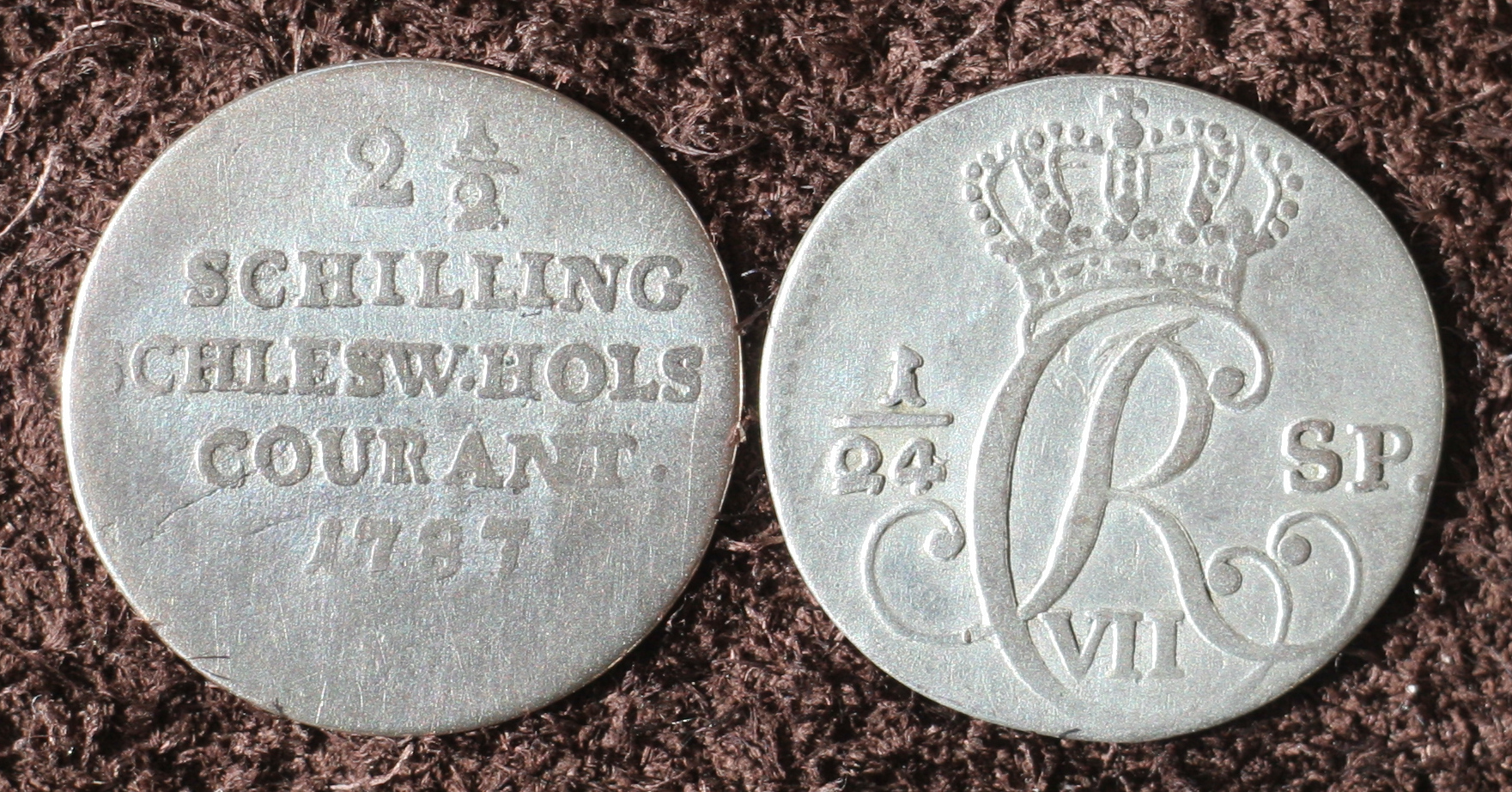
Obwohl Teil des dänischen Gesamtstaats, hatte Holstein zusammen mit Schleswig von 1788 bis 1813 eine eigene Währung

Insgesamt wurde Holstein wirtschaftlich, politisch und sozial zunehmend in den sich formenden dänischen Gesamtstaat integriert. Viele Vertreter der adligen Holsteiner Oberschicht hatten bedeutende Stellungen am dänischen Hof in Kopenhagen inne. Holstein nahm im 18. Jahrhundert an den umfangreichen Reformen im dänischen Gesamtstaat teil (Agrarreform, Bauernbefreiung, Volksbildung). Für die Verwaltung von Schleswig und Holstein war am dänischen Hof die Deutsche Kanzlei in deutscher Sprache eingerichtet worden, die eine gewisse Eigenständigkeit hatte. So erhielten die Herzogtümer 1788 eine eigenständige, mit Hamburg und Lübeck kompatible Währung (Schillinge Schleswig-Holsteinisch Courant).
Im Gegensatz zum auch staatsrechtlich dänischen Schleswig war Holstein bis 1806 stets Teil des Heiligen Römischen Reiches Deutscher Nation und bildete dessen nördlichstes Territorium – auch wenn es zumeist vom dänischen König in seiner Funktion als Herzog regiert wurde. Sitz der obersten Behörden für Holstein war bis 1846 Glückstadt an der Unterelbe. Wegen der Nähe zum Wirtschaftszentrum Hamburg wurden im 18. Jahrhundert wichtige Einrichtungen jedoch auch im damals holsteinischen Altona angesiedelt, so eine Münze und wichtige Banken.
Im Zuge des dänischen Staatsbankrotts von 1813 wurden die Silberbestände, die das Schleswig-Holsteiner Papiergeld deckten, vom dänischen Staat eingezogen. Der Wert des Papiergeldes verfiel. Den Bewohnern wurde – wie im dänischen Kernland – eine neue Zwangssteuer zur Staatsfinanzierung auferlegt.
Im Jahr 1815 wurde Holstein Mitglied des Deutschen Bundes, das nördlich angrenzende Schleswig dagegen blieb als altes dänisches Lehen außerhalb der deutschen Staatengemeinschaft. Ab den 1830er Jahren entstand jeweils eine deutsche (in Holstein und Schleswig) und eine dänische (in Dänemark inklusive Schleswigs) nationalliberale Bewegung, die sich in Opposition zum absolutistisch regierten Dänischen Gesamtstaat stellte. Der Konflikt um die Zukunft des multi-ethnischen Gesamtstaates und insbesondere um die nationale Zugehörigkeit Schleswigs mündete im März 1848 in die Schleswig-Holsteinische Erhebung. Im März 1848 bildeten sich sowohl in Kopenhagen (Märzministerium) als auch in Kiel (Provisorische Regierung) Regierungen, in der sowohl aristokratische als auch (national-)liberale Elemente vertreten waren. Der anschließende (Bürger-)Krieg dauerte bis Anfang 1851 und kostete mehrere Tausend Tote, die meisten in der entscheidenden Schlacht bei Idstedt am 25. Juli 1850. Nach der Niederlage der deutschen Bewegung der Schleswig-Holsteiner und der Wiederherstellung der dänischen Administration kam es zu einer ersten großen Auswanderungswelle, zumeist nach Übersee.

### Dänische Verwaltungsgliederung

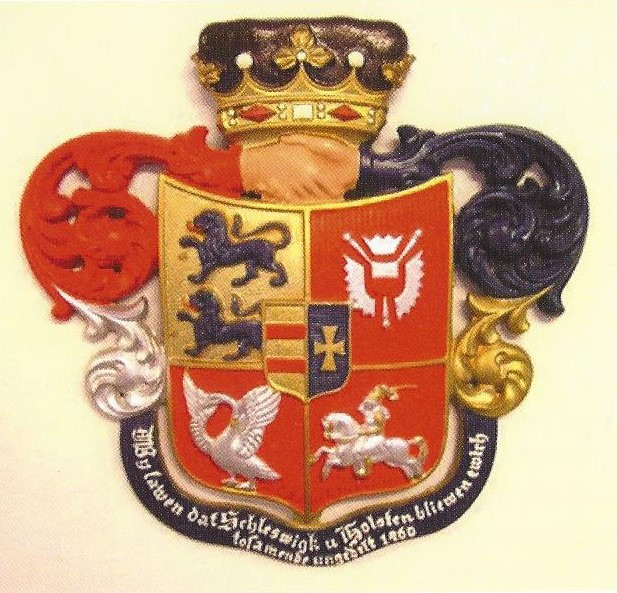
Schleswig-Holsteinisches Wappen der Carlshütte

Für die besonderen Angelegenheiten der Herzogtümer Holstein und Lauenburg bestand als höchste Verwaltungsbehörde ein am 27. Januar 1852 errichtetes Ministerium, das seinen Sitz in Kopenhagen hatte und dem die beiden Landesdikasterien, nämlich die Holsteinische Regierung zu Plön und die Lauenburgische Regierung zu Ratzeburg, direkt unterstellt waren. Durch Patent vom 12. November 1862 wurde zur Erleichterung des Geschäftsgangs eine königlich-holsteinische Regierung errichtet, deren Kompetenz sich auf alle Angelegenheiten des Herzogtums erstreckte, sofern nicht die Sachlage deren Behandlung durch das holstein-lauenburgische Ministerium notwendig machte. Für die Administration wurde Holstein in
- 21 königliche Landdistrikte (Ämter), deren Verwaltung von königlichen Oberbeamten besorgt wurde, in
- 14 Städte, deren Magistrate unmittelbar von der Regierung ressortierten, und in
- 10 Gutsdistrikte, die von Adligen oder diesen gleichgestellten Besitzern geführt wurden, sowie in
- 4 Koogdistrikte, die unter besonderer landesherrlicher Justiz standen,

unterteilt.
Die 21 königlichen Landdistrikte waren mehrere unter einem Oberbeamten vereinigt::
- Mitteldrittenteil Dithmarschen (Nach der Eroberung 1559 wurde Dithmarschen in drei Teile geteilt: Herzog Adolf I. von Schleswig-Holstein-Gottorf erhielt den nördlichen, sein in Hadersleben regierender Bruder Johann II. den mittleren und König Friedrich II. von Dänemark den südlichen Teil. Nach dem Tod Johanns 1580 teilten Adolf und Friedrich dessen Anteile unter der Gottorfer und der königlichen Linie auf.)
- Landschaft Norderdithmarschen (Norder- und Süderdithmarschen existierten seit 1580 als Landschaften mit einer eigenen Landschaftsordnung und einem Landvogt an der Spitze. Die Landschaft Norderdithmarschen mit dem Amtssitz Heide umfasste die elf Kirchspiele Büsum, Delve, Heide, Hemme, Hennstedt, Lunden, Neuenkirchen, Tellingstedt, Weddingstedt, Wesselburen und Nordervogtei Wöhrden.)
- Landschaft Süderdithmarschen (Die Landschaft Süderdithmarschen mit dem Amtssitz Meldorf umfasste die 13 Kirchspiele Albersdorf, Barlt, Brunsbüttel, Burg in Dithmarschen, Eddelak, Hemmingstedt, Lohe-Rickelshof, Marne, Meldorf, Nordhastedt, Süderhastedt, Wöhrden und Südervogtei Meldorf Geest.)
- Amt Steinburg (Das Amt Steinburg, das bei der Landesteilung von 1544 zum königlichen Anteil kam, bestand aus den beiden Marschdistrikten Krempermarsch und Wilstermarsch sowie aus dem Itzehoer Burgdistrikt, also dem landesherrlichen Teil der Stadt Itzehoe.)
- Amt Rendsburg (Das große Amt Rendsburg kam bei der Landesteilung von 1544 zum königlichen Anteil.)
- Amt Neumünster (Das kleine Amt Neumünster kam bei der Landesteilung von 1544 zum gottorfischen Anteil.)
- Ämter Bordesholm, Kiel, Kronshagen (Das kleine Amt Kiel entstand aus dem mittelalterlichen Bezirk des Kieler Schlosses, das mittelgroße Amt Bordesholm hingegen aus den Besitzungen des im 16. Jahrhundert aufgehobenen Augustiner-Chorherrenstifts Bordesholm, während das kleine Amt Kronshagen erst 1768 aus einem vom Landesherrn erworbenen adligen Gut gebildet wurde.)
- Ämter Cismar und Oldenburg (Das kleine Amt Cismar entstand 1561 aus den Besitzungen des Benediktinerklosters Cismar, das 1245 von Lübeck hierher verlegt worden war. 1544 fiel das Kloster an den gottorfischen Anteil. Das kleine Amt Oldenburg umfasste den 1544 gleichfalls zum gottorfischen Anteil gelegten landesherrlichen Bezirk im östlichen Wagrien. 1768 fiel es an den Bischof von Lübeck.)
- Ämter Plön und Ahrensbök (Das kleine Amt Plön entstand aus der Vogtei der landesherrlichen Plöner Burg. Bei der Landesteilung von 1544 kam es an den König, dessen Sohn es 1582 an seinen Bruder, Herzog Johann d. J. von Sonderburg abtrat. In der Folgezeit war das Amt Plön Teil des sonderburgischen Herzogtums Plön, das 1761 an den König zurückfiel. Das Amt Ahrensbök entstand aus den im 16. Jahrhundert säkularisierten Besitzungen des Karthäuserklosters Ahrensbök. Seit 1582 sonderburgisch, war es bis 1761 gleichfalls Teil des Herzogtums Plön.)
- Ämter Reinfeld, Rethwisch, Traventhal (Die drei Ämter Reinfeld, Rethwisch und Traventhal bildeten zusammen mit den Ämtern Plön und Ahrensbök den herzoglich-plönischen Anteil von Holstein. Das älteste der drei Ämter, das Amt Reinfeld, gehörte ursprünglich zu den Besitzungen des Klosters Reinfeld. Als das Kloster aufgehoben wurde, entstand aus seinen Besitzungen 1582 das Amt Reinfeld, das seine Eigenständigkeit 1762 verlor, als der Amtmann der Ämter Rethwisch und Traventhal auch die Verwaltung des Amtes Reinfeld übernahm. Das Amt Rethwisch, ursprünglich ein adliges Gut der Familie Heest, wurde 1616 an Herzog Johann d. J. verkauft, vergrößert um einige Reinfelder Amtsdörfer 1761 als Amt eingerichtet. Das Amt Traventhal entstand aus einigen Dörfern des Amtes Segeberg.)
- Amt Segeberg (Das ausgedehnte Amt Segeberg ist aus dem Segeberger Burgdistrikt entstanden, dem nach der Reformation die Besitzungen des Klosters Segeberg zugelegt worden waren. Bei der Landesteilung von 1544 kam es zum königlichen Anteil.)
- Ämter Reinbek, Trittau, Tremsbüttel (Die drei Ämter Reinbek, Trittau und Tremsbüttel bildeten den östlichen Teil des ehemaligen sächsischen Gaues Stormarn und werden daher als die altstormanischen Ämter bezeichnet. Trittau entstand aus einer Vogtei der Schauenburger Grafen. Das Amt Tremsbüttel ging aus Gutsbesitz hervor. Durch Verpfändung kam das Amt Tremsbüttel 1571 an die Gottorfer Herzöge. Die Anfänge des Amtes Reinbek fallen erst in die Zeit der Reformation, als mit der Auflösung des Klosters Reinbek 1529 dessen Besitz an den dänischen König und mit der Landesteilung von 1544 an Herzog Adolf von Gottorf gelangte, der 1572 das Schloss Reinbek erbaute. Nach 1773, als die gottorfischen bzw. inzwischen großfürstlichen Ämter königlich wurden und nun zum dänischen Gesamtstaat gehörten, wurden die Ämter Reinbek und Trittau endgültig zusammengelegt, wobei das Schloss Reinbek als Amtmannssitz diente.)
- Herrschaft Pinneberg (Die Herrschaft Pinneberg bezeichnet den Landesteil, der 1640 bei der Teilung der Grafschaft Holstein-Schauenburg-Pinneberg an den dänischen König fiel. Sie blieb aber vom übrigen königlichen Anteil am Herzogtum Holstein separiert, wurde in ihren Eigenheiten nicht angetastet und von den Zentralbehörden als ein für sich bestehender Landesteil verwaltet.)
- Grafschaft Rantzau, Herrschaft Herzhorn, Sommerland und Grönland (Das Gebiet der Grafschaft Rantzau war 1640 bei der Teilung der Grafschaft Holstein-Schauenburg-Pinneberg als Amt Barmstedt an Herzog Friedrich III. von Gottorf gefallen, der es 1649 an Christian zu Rantzau, den königlichen Statthalter in den Herzogtümern, veräußerte. Nach Christian Rantzaus Aufnahme in den Reichsgrafenstand 1650 wurde auch das von ihm erworbene Amt zu einem unmittelbaren Reichsgrafenstand erhoben. 1726 zog der König von Dänemark die Grafschaft ein, verwaltete sie aber als separaten Landesteil. Herrschaft Herzhorn, Sommerland und Grönland war ein Marschdistrikt nahe der Stadt Glückstadt.)

Die 14 Städte hatten ihre besondere Verwaltung und Gerichtsbarkeit; ihre Behörde war der Magistrat (Altona hatte einen Oberpräsidenten, Kiel einen Oberdirektor):
- Altona, Glückstadt, Heiligenhafen, Itzehoe, Kiel, Krempe, Lütjenburg, Neustadt, Oldenburg, Bad Oldesloe, Plön, Rendsburg, Bad Segeberg, Wilster

Die Gutsbezirke hatten ihre traditionelle Verwaltung bewahrt:
- Die adligen Güter (mit Ausnahme der großherzoglich holstein-oldenburgischen Fideikommissgüter) waren in vier Distrikte eingeteilt: Oldenburger Güterdistrikt, Preetzer Güterdistrikt, Kieler Güterdistrikt, Itzehoer Güterdistrikt.
- In den drei adligen Klösterdistrikten wurde die obrigkeitliche Gewalt von den männlichen Vorstehern der Klöster (dem Verbitter in Itzehoe und den Pröpsten in Preetz und Uetersen) ausgeübt.
- Großherzoglich-Oldenburgische (Schleswig-Holsteinische) Fideikommissgüter (Administration in Eutin)
- Holsteinische Kanzleigüter und Lübsche Güter (Güter, die seit altersher im Besitz von Lübecker Patrizierfamilien sich befanden und in denen das lübische Recht galt)
- Lübsche Stadtstiftsdörfer und Wildnisse

Mit der Eindeichung neuer Ländereien ab dem 17. Jahrhundert entstanden an der Westküste landesherrliche Koogdistrikte, die mit besonderen Privilegien, dem sogenannten Octroi, ausgestattet wurden. Die Köge verfügten über eine eigene Justiz und Verwaltung:
- Friedrichsgabekoog, Hedwigenkoog, Karolinenkoog, Kronprinzenkoog

### 1864 bis heute – preußische Provinz und Folgezeit

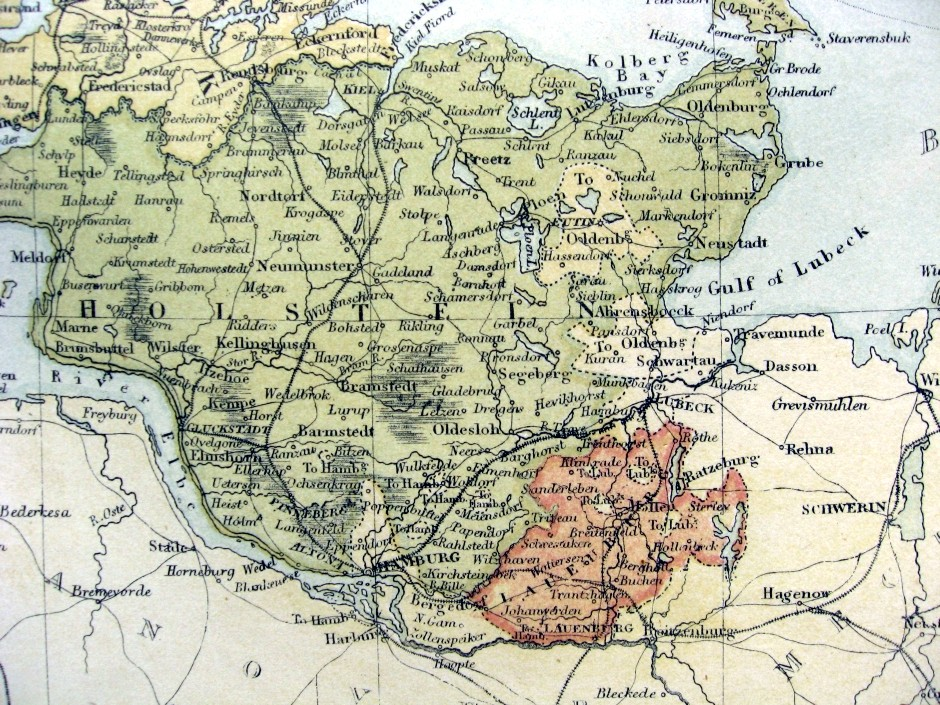
Karte von Holstein (1866)

Die Grenze zwischen den Landesteilen Schleswig und Holstein im heutigen Bundesland Schleswig-Holstein

Nach der Verwerfung der Gesamtstaatsverfassung von 1855 durch den Deutschen Bund und die holsteinische Ständeversammlung wurde im November 1863 die sogenannte Novemberverfassung verabschiedet, die Schleswig entgegen dem Londoner Protokoll von 1852 näher an das eigentliche Dänemark binden sollte. Der Deutsche Bund forderte dessen Rücknahme und initiierte im Dezember 1863 die Besetzung Lauenburgs und Holsteins im Rahmen einer sogenannten Bundesexekution. Im Februar 1864 überschritten dann schließlich preußische und österreichische Truppen – gegen den Widerstand des Deutschen Bundes, der das Vorgehen als rechtswidrig erklärte – den Grenzfluss Eider und marschierten in Schleswig ein, womit der Deutsch-Dänische Krieg begann. Nach wochenlangen Kämpfen um die Düppeler Schanzen im April 1864 wurde Dänemark zur Abtretung Schleswigs und Holsteins gezwungen. Österreich und Preußen beherrschten Schleswig-Holstein 1864 bis 1866 als ein Kondominium. Nach dem Deutschen Krieg 1866 hatte Preußen allein die Rechte über das Gebiet und annektierte es. Im Jahr 1867 wurde die Provinz Schleswig-Holstein eingerichtet. Lauenburg wurde von 1865 bis 1876 von Preußen in Personalunion regiert.
In der Preußenzeit wurde Kiel als Marinestützpunkt und Industriestandort zur zweiten Großstadt; die Provinzialregierung für Holstein und Schleswig hatte ihren Sitz allerdings von 1879 bis 1917 in Schleswig, das außerhalb Holsteins liegt. Größte Stadt war seit dem 18. Jahrhundert Altona, bevor es als Folge des Groß-Hamburg-Gesetzes 1937 nach Hamburg eingemeindet wurde.
In den folgenden Jahrzehnten kam es zu größeren Migrationsbewegungen (Auswanderung nach Übersee besonders von der Westküste, erheblicher Zuzug aus Deutschland in die Industriestädte Kiel und Altona) und am Anfang des 20. Jahrhunderts zu mehreren schweren Agrarkrisen. Diese führten in den 1920er Jahren in der bäuerlichen Bevölkerung zu Aufruhr teilweise anarchischen Ausmaßes und waren für die frühen Erfolge der Nationalsozialisten mitverantwortlich.
Die Luftangriffe auf Kiel brachten der Stadt sehr schwere Zerstörungen. Unter britischer Besatzung wurde Schleswig-Holstein 1946 nach der Zerschlagung Preußens wieder staatlich eigenständig und 1949 ein Land der Bundesrepublik Deutschland.
Ab Anfang 1945 erreichten mehrere Millionen Flüchtlinge vorwiegend aus Pommern und Ostpreußen auf dem See- oder Landweg Schleswig-Holstein. Die Bevölkerungszahl des Landes verdoppelte sich bis Ende des Jahrzehnts bei unterschiedlicher Verteilung (1939–1950: Kreis Stormarn +54 %, Kreis Herzogtum Lauenburg +51 %, Kiel −7 %), sank allerdings in den 1950er Jahren aufgrund von Umsiedlungen innerhalb des Bundesgebietes wieder leicht. Um 1960 bestand rund 40 % der Bevölkerung aus Flüchtlingen und Vertriebenen bzw. ihren minderjährigen Kindern. Die Integration führte zu zahlreichen Spannungen und problematischen Lebensabläufen und prägte auch die politische Landschaft bis in die 1980er Jahre, hat sich aber nicht in größerem Umfang virulent entladen; insbesondere sind keine größeren gewaltsamen Auseinandersetzungen bekannt geworden.
Seit den 1970er Jahren ist das wohlhabende Hamburger Umland durch eine verstärkte Einwanderung aus Hamburg und anderen Gegenden Deutschlands geprägt.

## Wappen
Der silberne Schild mit roter gezackter Borte, seit den Oldenburgern silbernes Nesselblatt auf rotem Grund genannt, ist das Wappen der Schauenburger, die 1110 mit Holstein und Stormarn belehnt wurden. In Holstein wurde verschiedentlich dieses Wappen übernommen oder zur Unterscheidung ein weiteres Zeichen hinzugefügt, die Landeshauptstadt Kiel zum Beispiel hat das schwarze Boot (vgl. Nesselblatt#Liste der Wappen mit einem Nesselblatt).
Über die Entstehung des holsteinischen Wappens und über seinen Sinn ist viel geschrieben worden. Die Meinungen sind geteilt. Einige sehen in der silbernen Figur ein Nesselblatt, andere ein Blatt des Hülsenbusches (Ilex). Manche vertreten die Auffassung, die Schauenburger hätten ein Nesselblatt in ihr Wappen aufgenommen, weil ihr Stammschloss an der Weser auf dem Nettelnberg lag. Dagegen spricht aber, dass die Schauenburger ursprünglich einen Löwen im Wappen führten und erst später, als sie Landesherren von Holstein waren, das „Nesselblatt“ als Wappenfigur annahmen. Es entwickelte sich aus einer reinen gezackten Borte, die nach dem Kreuzzug von Adolf IV. ins Baltikum mit drei Nägeln (Jesus wurde mit drei Nägeln gekreuzigt) versehen wurde. Das so genannte Nesselblatt ist erst 1239 nachgewiesen.
Das Nesselblatt wurde in Holstein zuerst von Adolf IV., der 1227 die Dänen bei Bornhöved besiegte, später neben dem Löwenmotiv von seinen Söhnen als alleiniges Wappen geführt.

## Sprachen
In Holstein wird Hochdeutsch sowie – vor allem in ländlichen Gegenden – Niederdeutsch gesprochen. Repräsentativen Umfragen zufolge verstehen über 80 % der Bevölkerung das Niederdeutsche; rund die Hälfte nutzt es zur täglichen mündlichen Kommunikation. Die Flüchtlinge und Vertriebenen nach 1945 wurden in beträchtlichem Umfang sprachlich assimiliert, das heißt, sie erlernten das Holsteinische für alltägliche und berufliche Kommunikation, während dies für die Einwanderer aus anderen Teilen der Bundesrepublik, insbesondere seit den 1970er Jahren, nur sehr bedingt gilt. Im Hamburger Umland wird weithin eine nur wenig regional gefärbte Variante des Standarddeutschen gesprochen.
Nach der Studie der Universität Hamburg aus dem Jahr 2015 gehören rund 37.000 Bewohner Holsteins der dänischen Minderheit an.
Im Mai 2007 räumte das Innenministerium den Gemeinden die Möglichkeit ein, zweisprachige Ortsschilder aufzustellen, wie es im friesischen Sprachgebiet (Landesteil Schleswig) bereits seit 1997 üblich ist.

## Wirtschaft
Große Teile Holsteins wie die Elbmarschen sind landwirtschaftlich geprägt. Neben der überregional bekannten Apfelsorte Holsteiner Cox ist Holstein durch die Rinderrasse Holstein-Rind und die Pferderasse Holsteiner weltweit bekannt.
Größere Industrieansiedlungen finden sich vor allem in den Großstädten Kiel und Lübeck sowie im Hamburger Umland, in geringerem Maße auch in Neumünster. Kiel ist besonders als Schiffbauzentrum von Weltrang (unter anderem U-Boote mit Brennstoffzellenantrieb der HDW) bedeutend. Seit Mitte des 20. Jahrhunderts wird die Ausdehnung der Stadtlandschaft Hamburgs planmäßig entlang mehrerer Siedlungsachsen betrieben, von denen drei (Pinneberg–Elmshorn; Norderstedt–Kaltenkirchen; Ahrensburg–Bargteheide) auf holsteinischem und eine vierte (Geesthacht) auf lauenburgischem Gebiet liegen. An ihnen verdichtet sich die Siedlung und die vorwiegend mittelständische Wirtschaft, während es planerisch gelungen ist, eine Zersiedlung des gesamten Umlands zu verhindern. Insbesondere entlang der ersten beiden Achsen in nordwestlicher bzw. nördlicher Richtung reicht die praktisch ununterbrochene städtische Bebauung inzwischen bis Elmshorn bzw. Kaltenkirchen, also vom Hamburger Zentrum aus 30–40 km nach Holstein hinein.

## Medien und Bildung
Größte regionale Tageszeitungen sind die Kieler Nachrichten, die Lübecker Nachrichten, die Regionalzeitungen des Schleswig-Holsteinischen Zeitungsverlages SHZ und das in Hamburg erscheinende Hamburger Abendblatt. Im Bereich Rundfunk ist vor allem der NDR (Norddeutsche Rundfunk) mit seinen verschiedenen Programmen zu nennen. Zudem gibt es private Rundfunksender wie RSH (Radio Schleswig-Holstein) und Offene Kanäle in Kiel, Lübeck und in Dithmarschen.
Die bedeutendste Hochschule des Landes ist die Christian-Albrechts-Universität zu Kiel, die im 17. Jahrhundert gegründet wurde. Wichtig ist daneben auch die kleine und spezialisierte (medizinische) Universität zu Lübeck mit Schwerpunkten in Medizin, Informatik und Biotechnologie. In Elmshorn residiert die private Fachhochschule „Nordakademie“.

## Religionen
Viele Holsteiner sind Mitglied der evangelischen Kirche (Evangelisch-Lutherische Kirche in Norddeutschland). Daneben gibt es Katholiken (Erzbistum Hamburg), Freikirchler, Juden (Synagoge in Lübeck, neuere Gemeindegründung in Segeberg) und Muslime. Der Anteil der Konfessionslosen in Holstein hat in den letzten Jahrzehnten kontinuierlich zugenommen.